# النخلة (بانياس)
النخلة مزرعة صغيرة تابعة لقرية البلشة في ناحية حمام واصل في منطقة بانياس التابعة لمحافظة طرطوس.